# Euplexaura parciclados
Euplexaura parciclados är en korallart som beskrevs av Wright och Studer 1889. Euplexaura parciclados ingår i släktet Euplexaura och familjen Plexauridae. Inga underarter finns listade i Catalogue of Life.